# Costus comosus
Costus comosus ist eine Pflanzenart aus der Familie der Costaceae. Sie findet sich vom südlichen Mittelamerika bis ins nördliche Südamerika.

## Merkmale
Costus comosus ist eine krautige Pflanze und erreicht eine Wuchshöhe von bis zu 2,5 Meter.
Die beidseitig dicht flaumig behaarten Blätter sind 10 bis 35 Zentimeter lang und 2,5 bis 8 Zentimeter breit. Die zapfenartigen, eiförmig bis zylindrischen Blütenstände sind 6 bis 10, selten bis zu 12 Zentimeter lang und haben einen Durchmesser von 4,5 bis 5,5 Zentimeter. Die Tragblätter sind grün bis rot.
Die Krone ist dicht flaumig behaart, selten kahl, das gelbe Labellum ist röhrenförmig.

## Verbreitung
Costus comosus ist heimisch vom südlichen Mexiko über Costa Rica bis Kolumbien und den Norden Venezuelas.

## Systematik
Die Art wurde 1807 von William Roscoe erstbeschrieben.
Man kann zwei Varietäten unterscheiden:
- Costus comosus var. bakeri (K.Schum.) Maas: Sie kommt vom südlichen Mexiko bis Ecuador vor.[1]
- Costus comosus var. comosus: Sie kommt von Costa Rica bis Venezuela vor.[1]